# Myotis yanbarensis
Myotis yanbarensis — вид рукокрилих роду Нічниця (Myotis).

## Поширення, поведінка
Країни проживання: Японія. Були знайдені тільки три людини знайдені на Окінаві, два на Токунашимі, і чотири на Амамі-Осима. Вид залежить від недоторканих зрілих лісів.